# Karl Muthesius

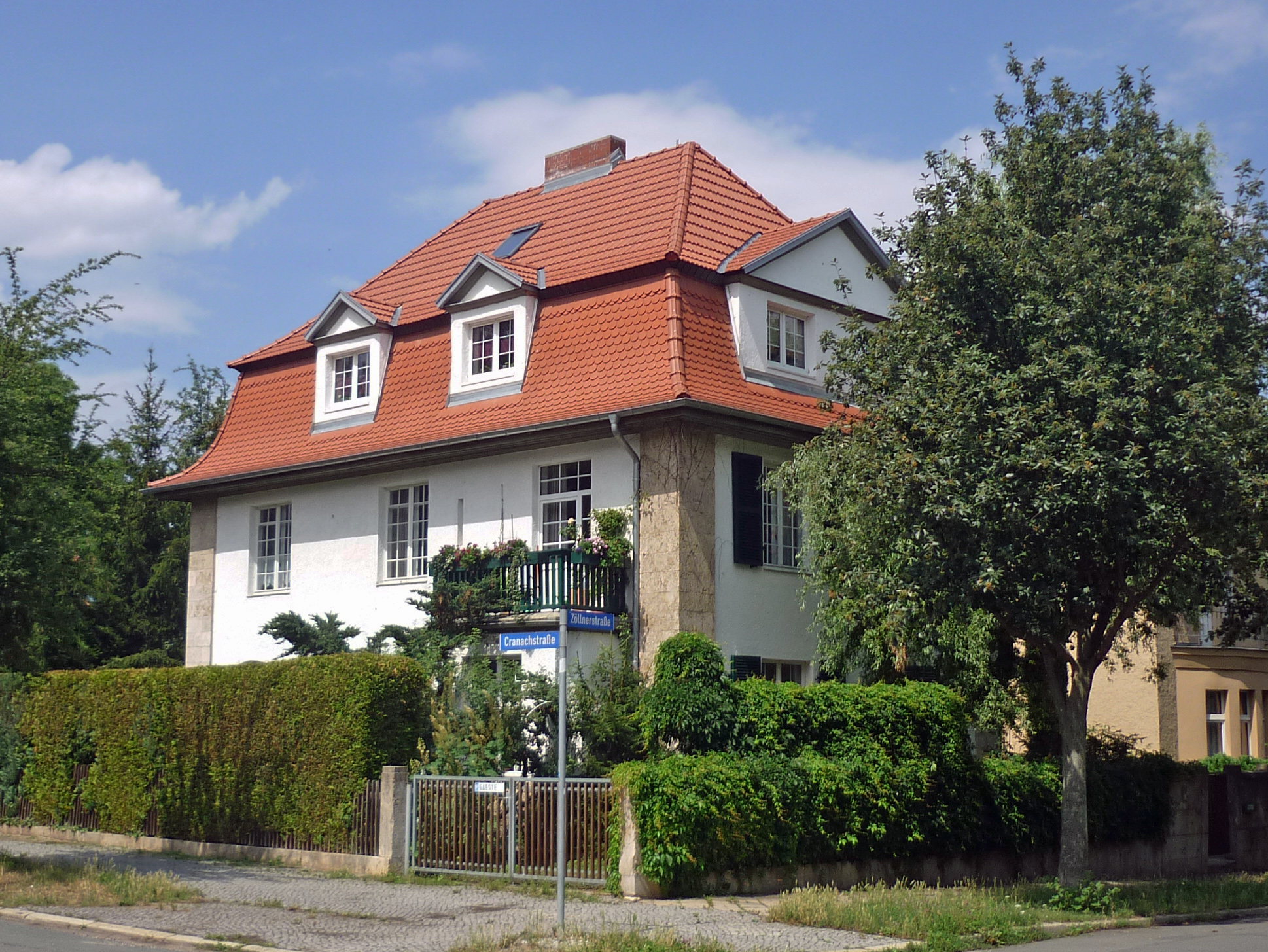
Zöllnerstraße 16

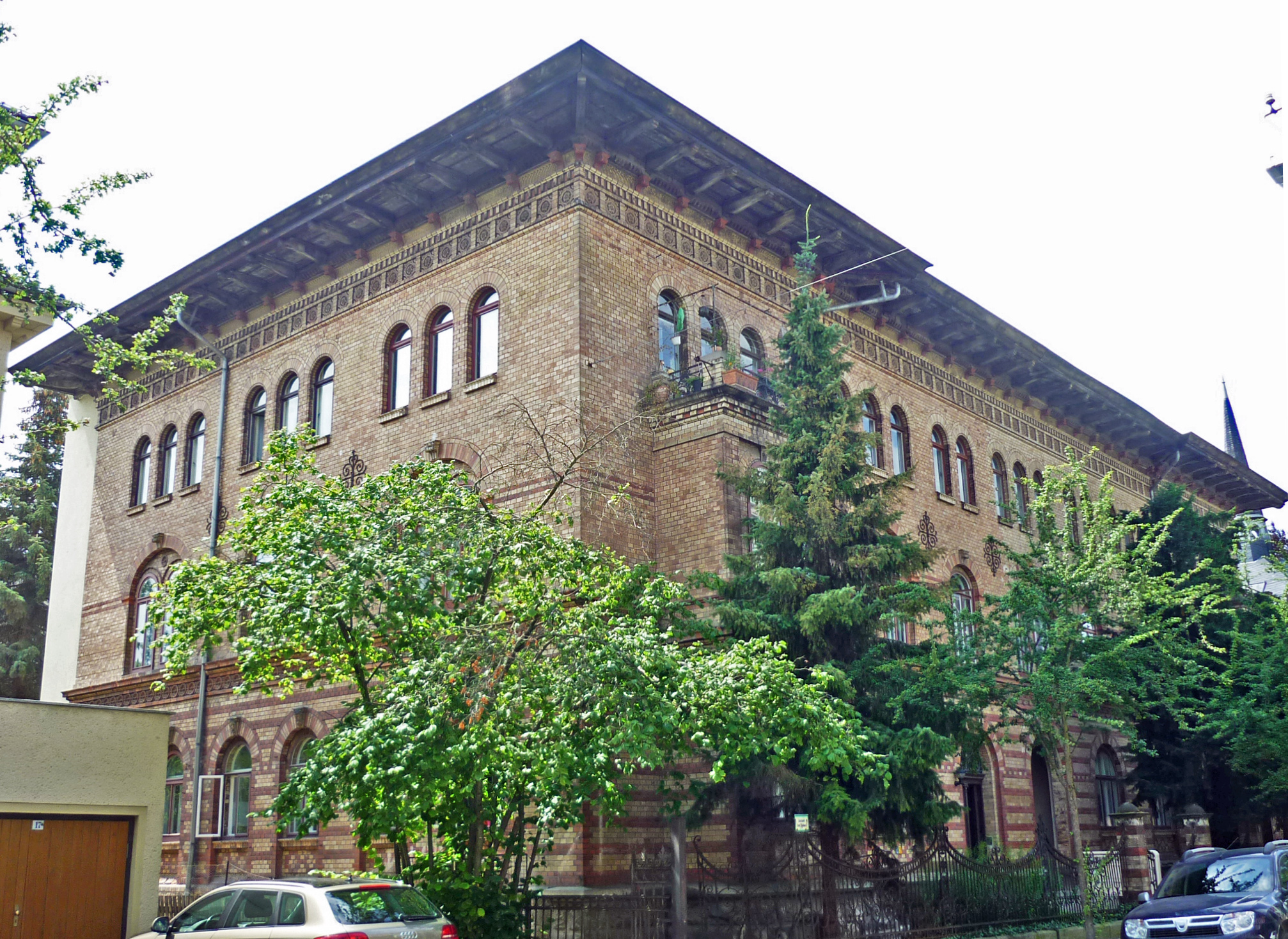
Schubertstraße 19/21

Karl Muthesius  (* 16. Januar 1859 in Wolferstedt; † 18. Februar 1929 in Weimar) war ein deutscher Pädagoge und Schriftsteller in Weimar.

## Leben
Muthesius war Sohn des Maurermeisters G. E. Muthesius. Er Muthesius 1881–1905 Seminarlehrer in Weimar. In den Jahren 1897–1922 gab er die in Gotha erscheinenden "Pädagogischen Blätter" heraus. Von 1906 bis 1923 war Muthesius Direktor des Weimarer Lehrerseminars. Dieses wiederum war das von Karl Vent 1877 in der heutigen Gropiusstraße errichtete Schulgebäude. Er fungierte auch als Prinzenerzieher von Wilhelm Ernst (Sachsen-Weimar-Eisenach).
Seine schriftstellerische Tätigkeit bzw. Herausgeberschaften betrafen außer pädagogischen Themen Johann Wolfgang Goethe, Friedrich Schiller und Johann Gottfried Herder.
Muthesius wohnte in der Zöllnerstraße 16. Dieses Haus hatte sein Bruder Hermann Muthesius für ihn entworfen. Sein Sohn war der Wirtschaftspublizist Volkmar Muthesius. Zuvor wurde mit dem Wohnhaus Schubertstraße 19/21 eines für ihn entworfen.

## Werke (Auswahl)
- Schillers Briefe über die ästhetische Erziehung des Menschen, 1897.
- Goethe ein Kinderfreund, 1903.
- Herders Familienleben, 1904.
- Altes und Neues aus Herders Kinderstube, 1905.
- Goethe und Pestalozzi, 1908.
- Goethe und Carl Alexander, 1910.
- Goethe und seine Mutter, 1923.
- Goethe und das Handwerk. Sein Verhältnis zum werktätigen Volk und zur handwerklich-künstlerischen Erziehung, 1927.

- Über die Stellung der Heimatskunde im Lehrplan, 1890.
- Über die Stellung des Rechenunterrichts im Lehrplan der Volksschule, 1893.
- Die Spiele der Menschen, 1899.
- Kindheit und Volkstum, 1899.
- Schulaufsicht und Lehrerbildung, 1902.
- Der zweite Kunsterziehungstag in Weimar, 1904.
- Universität und Volksschullehrerbildung, 1904.
- Zus. mit Bogumil Goltz: Buch der Kindheit, 1908.
- Zur Seminarlehrerfrage, 1910.
- Zus. mit Margarete Henschke: Die Schule als Faktor der sozialen Erziehung, 1911.
- Grundsätzliches zur Volksschullehrerbildung, 1911.
- Schule und soziale Erziehung, 1912.
- Die Berufsbildung des Lehrers, 1913.
- Vom Bildungsbegriff, 1913.
- Abschiedswort an die in das Kriegsheer eintretenden Schüler des Weimarer Lehrerseminars von ihrem Direktor, 1914.
- Das Bildungswesen im neuen Deutschland, 1915.
- Die Einheit des deutschen Lehrerstandes, 1917.
- Der Aufstieg der Begabten und die Berufslaufbahn der Volksschullehrer, 1919.
- Die Zukunft der Volksschullehrerbildung, 1919.